# El Carmen (La Unión)
El Carmen é um município localizado no departamento de La Unión, em El Salvador.